# Дом-музей М. А. Егорова
Дом-музей М. А. Егорова — мемориальный дом-музей в г. Рудня Смоленской области. Памятник истории регионального значения.
В этом доме в 1966—1975 годах жил Михаил Алексеевич Егоров — в годы Великой Отечественной войны сержант, разведчик 756-го стрелкового полка 150-й стрелковой дивизии, водрузивший 1 мая 1945 года Знамя Победы над Рейхстагом, Герой Советского Союза.
Он родился в 1923 году в окрестностях Рудни в деревне Ермошенки, в 18 лет ушёл на фронт, а после войны вернулся в родное село и стал работать на Рудненском молочно-консервном заводе на станке по изготовлению консервных банок для сгущенки, затем был и председателем колхоза, и заведующим складом, в 1961 году по состоянию здоровья вышел на пенсию; с женой, которая всю жизнь работала учительницей, вырастил двоих дочерей.
В этот дом семья героя въехала в 1966 году.
Дом был признан памятником истории регионального значения ещё до размещения в нём музея — в 1984 году.
В качестве мемориального дома-музея открыт 5 мая 1990 года в день рождения М. А. Егорова и к 45-летию Победы.
Является филиалом Смоленского государственного музея-заповедника, в год дом-музей посещает около тысячи человек.

## Описание
В Рудне на тихой улочке, круто идущей вверх, стоит добротный дом, выглядывающий из-за ветвей раскидистых яблонь. Дом как дом — выкрашенный голубой краской, ухоженный.
Небольшой деревенский домик, выкрашенный в ярко-синий цвет, одноэтажный, с сенями со стороны торца, с простыми рамочными наличниками окон.
Дом состоит из четырёх комнат — гостевой залы, домашней залы, детской и родительской комнат, а также кухни.
Заведует домом-музеем дочь героя — И. Дорожкина-Егорова, которой бережно сохранён подлинный бытовой интерьер — обстановка, мебель, в «домашней» комнате пианино, телевизор «Темп», и на почётном месте — гармонь «Тула», на которой М. А. Егоров мастерски исполнял свои любимые «Валенки» — песню, которую он «наяривал» ещё на ступеньках рейхстага (об этом вспоминают многие очевидцы) в победные майские дни.
Мемориальная экспозиция музея рассказывает о жизненном пути М. А. Егорова — на фронте и послевоенной трудовой деятельности.

Дом-музей М. А. Егорова в Рудне рассказывает о его судьбе, даёт возможность увидеть, как просто и скромно он жил.— Смоленская земля / В. Г. Глушкова. - Москва: Вече, 2011. - 398 с.